# Kummiinsaari
Kummiinsaari är en ö i Finland. Den ligger i sjön Nurmijärvi och i kommunen Rautjärvi i den ekonomiska regionen  Imatra ekonomiska region  och landskapet Södra Karelen, i den sydöstra delen av landet, 260 km nordost om huvudstaden Helsingfors. Öns area är 3,6 hektar och dess största längd är 320 meter i sydväst-nordöstlig riktning.